# Strzegom (gemeente)
De gemeente Strzegom is een stad- en landgemeente in het Poolse woiwodschap Neder-Silezië, in powiat Świdnicki (Neder-Silezië).
De zetel van de gemeente is in Strzegom.
Op 30 juni 2004 telde de gemeente 27 220 inwoners.

## Oppervlakte gegevens
In 2002 bedroeg de totale oppervlakte van gemeente Strzegom 144,71 km², waarvan:
- agrarisch gebied: 73%
- bossen: 10%

De gemeente beslaat 19,48% van de totale oppervlakte van de powiat.

## Demografie
Stand op 30 juni 2004:
| Omschrijving                   | Totaal | Totaal | Vrouwen | Vrouwen | Mannen | Mannen |
| ------------------------------ | ------ | ------ | ------- | ------- | ------ | ------ |
| eenheid                        | aantal | %      | aantal  | %       | aantal | %      |
| inwoners                       | 27 220 | 100    | 13 948  | 51,2    | 13 272 | 48,8   |
| bevolkingsdichtheid (inw./km²) | 188,1  | 188,1  | 96,4    | 96,4    | 91,7   | 91,7   |

In 2002 bedroeg het gemiddelde inkomen per inwoner 1364,96 zł.

## Administratieve plaatsen (sołectwo)
Bartoszówek, Goczałków, Goczałków Górny, Godzieszówek, Granica, Graniczna, Grochotów, Jaroszów, Kostrza, Międzyrzecze, Modlęcin, Morawa, Olszany, Rogoźnica, Rusko, Skarżyce, Stanowice, Stawiska, Tomkowice, Wieśnica, Żelazów, Żółkiewka.

## Aangrenzende gemeenten
Dobromierz, Jaworzyna Śląska, Mściwojów, Świebodzice, Udanin, Żarów